# Sarah Polk

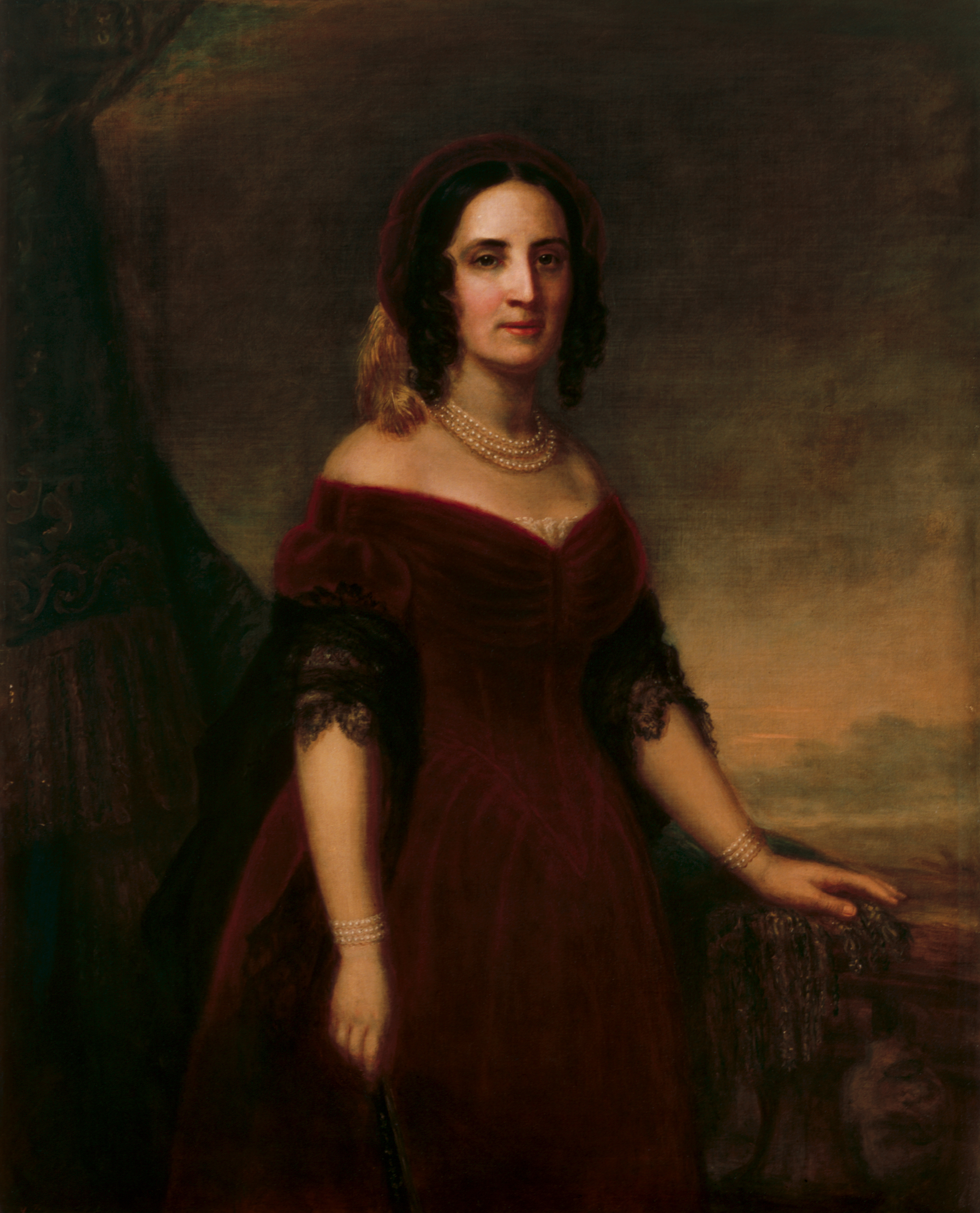
Sarah Polk

Sarah Childress Polk (* 4. September 1803 in Murfreesboro, Tennessee; † 14. August 1891 in Nashville) war die Ehefrau des 11. US-Präsidenten James K. Polk und die First Lady der Vereinigten Staaten vom 4. März 1845 bis zum 3. März 1849.
Als ältere Tochter von Captain Joel und Elizabeth Childress wuchs sie auf einer Plantage nahe Murfreesboro in Tennessee auf.
James und Sarah heirateten am 1. Januar 1824. Die Ehe blieb kinderlos, doch sie adoptierten einen Neffen, Marshall Tate Polk (1831–1884).
Sarah Polk liegt in Nashville begraben.